# Cryptocarya mentek
Cryptocarya mentek là loài thực vật có hoa trong họ Nguyệt quế. Loài này được Blume ex Nees miêu tả khoa học đầu tiên năm 1836.